# Ice Queen
Ice Queen è il terzo singolo del gruppo musicale neerlandese Within Temptation, secondo estratto dall'album Mother Earth.
Alla sua uscita nel 2001, Ice Queen ebbe un successo straordinario sia nel paese natale della band che in alcuni paesi confinanti, tanto da essere considerato tutt'oggi una delle massime icone della band.
Il singolo a suo tempo scalò le classifiche di Olanda e Belgio guadagnandosi anche le prime posizioni e regalando all'album Mother Earth il disco di platino.

## Videoclip
Sono state edite due versioni del video per questa canzone: la prima versione non è ufficiale ed ha sia trama che qualità molto scadenti; la seconda prevede la partecipazione della nuova formazione dei Within Temptation, contiene più effetti speciali e è stato trasmesso in alcune delle più celebri reti televisive musicali, come MTV e Viva La Bam.

## Tracce
Prima Edizione
1. Ice Queen (Single Edit) – 3:49
2. World of Make Believe – 4:47
3. Ice Queen (Acoustic @ MXL) – 3:51
4. Ice Queen (Live @ Leisde Kade) – 5:11
5. Mother Earth (Orchestra Version) – 3:29
6. Mother Earth (Live @ Leisde Kade) – 5:44
7. Multimedia Part

Seconda Edizione
1. Ice Queen (Radio Version) – 3:49
2. Mother Earth (Live @ Leisde Kade) – 5:44
3. Caged (Live @ Leisde Kade) – 5:54
4. Ice Queen (Live @ Leisde Kade) – 5:11
5. Ice Queen (Demo Version, agosto 2000)[2] – 4:32
6. Caged (Demo Version, agosto 2000) – 4:32